# Esconderijo das estátuas de Luxor

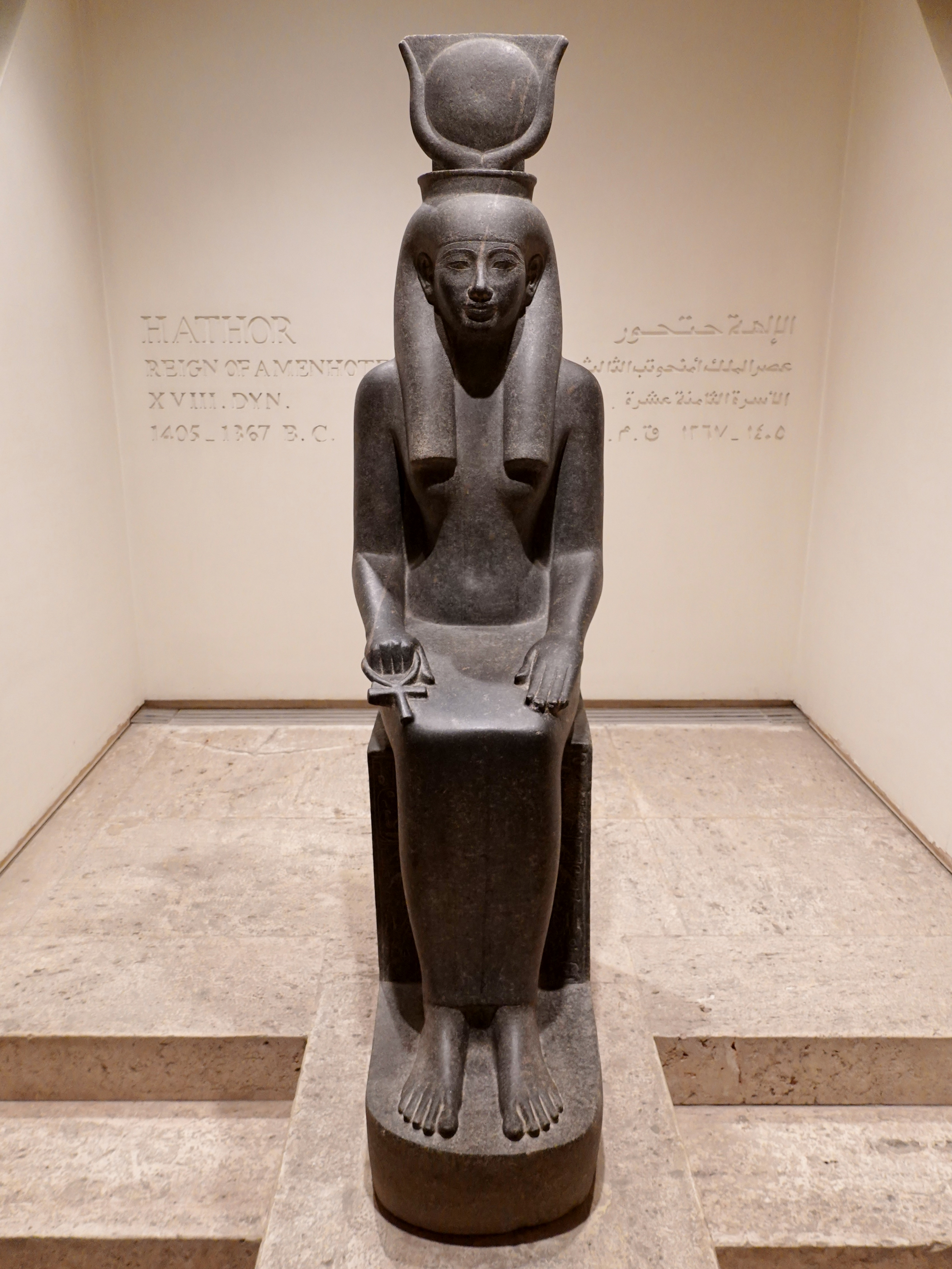
Estátua da deusa Hator, uma das encontradas

O esconderijo das estátuas de Luxor é um grupo de esculturas do Antigo Egito desenterradas em 1989 por Mahammed el-Saghir, sob supervisão da Inspetoria de Antiguidades de Luxor. As estátuas foram enterradas durante a conversão da área em acampamento militar pelos romanos.